# Osada (sport)

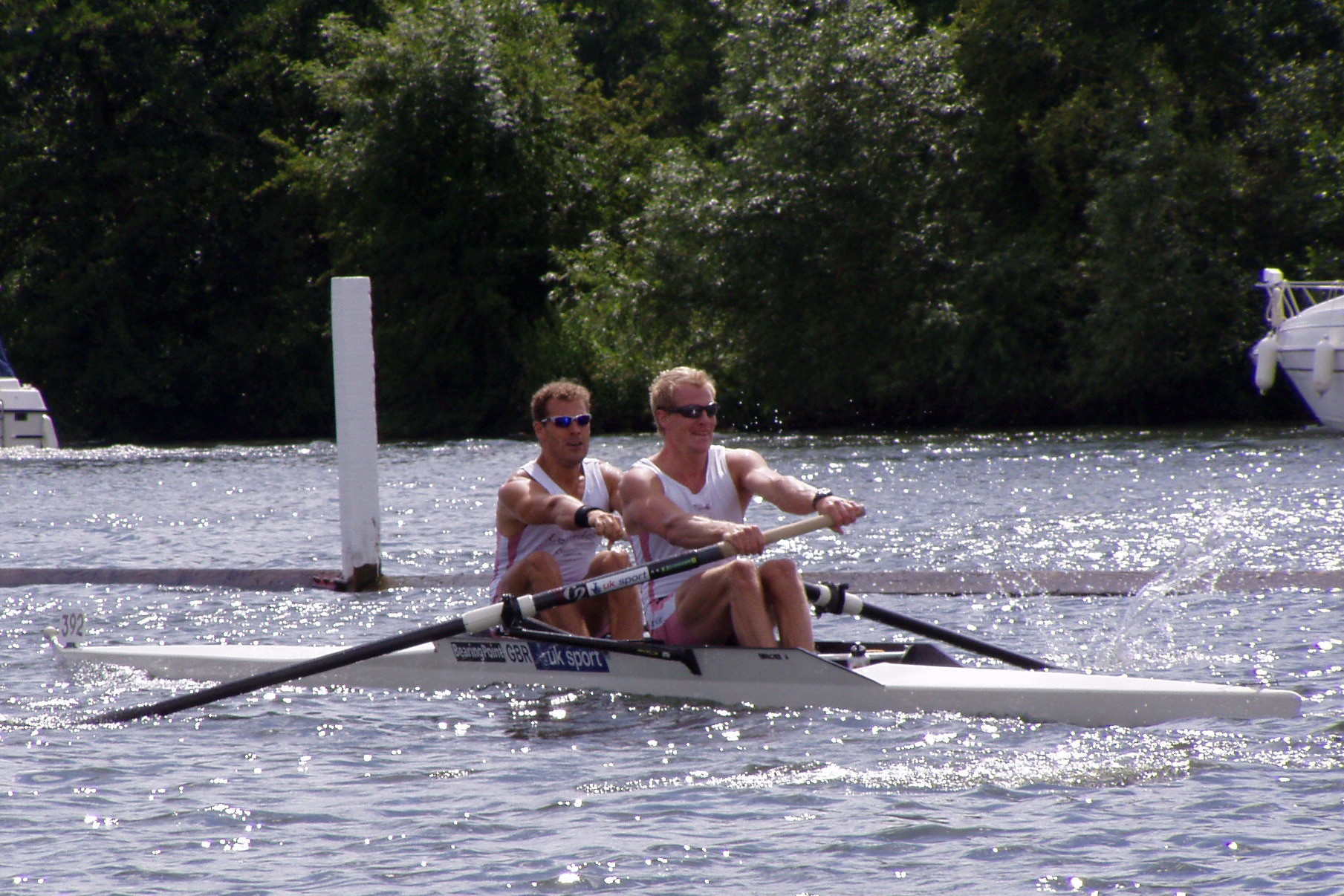
Osada dwuosobowa bez sternika

Osada – grupa wioślarzy stanowiących jedną drużynę, zajmujących miejsce w jednej łodzi. Osada składa się z dwóch lub więcej zawodników – w konkurencjach rozgrywanych bez sternika ich liczba jest parzysta, a w razie jego obecności w osadzie - nieparzysta.